# Hummer H3
Hummer H3 — внедорожник, производившийся с 2005 по 2010 год американской компанией Hummer, которая была подразделением General Motors. H3 стал самой компактной и доступной моделью в линейке внедорожников Hummer, сочетая мощные внедорожные характеристики с более умеренными размерами по сравнению с более крупными моделями H1 и H2. Модель была доступна в двух вариантах кузова: универсал и пикап H3T. Весь процесс производства велся в США (Шривпорт, Луизиана), ЮАР (Порт-Элизабет) и России (Калининград) на заводах Автотор.

## Разработка и представление
Hummer H3 был представлен в 2005 году и стал результатом желания компании предложить более компактную и доступную модель для рынка США и международного рынка внедорожников. Он был построен на базе пикапов Chevrolet Colorado и GMC Canyon (которые, в свою очередь, использовали платформу GMT345), но с существенными модификациями для повышения проходимости и жесткости. Внешний вид автомобиля остался в характерном стиле для бренда Hummer, с массивной решеткой радиатора, четкими линиями кузова и угловатыми формами.
Hummer H3 стал важным шагом для расширения линейки автомобилей Hummer, потому что, в отличие от больших H1 и H2, он был предназначен для более широкого круга потребителей. Благодаря меньшим размерам, H3 имел более низкую стоимость и потреблял меньше топлива, что было важным с учетом растущих цен на нефть и изменений в потребительских предпочтениях.

## Двигатели и трансмиссия
Двигатели и трансмиссии Hummer H3 отличались мощностью, проходимостью и разными вариантами для различных условий эксплуатации. В стандартной комплектации H3 поставлялся с 3,5-литровым рядным пятицилиндровым двигателем мощностью 220 л.с., который работал в паре с пятиступенчатой ручной коробкой передач или четырехступенчатым автоматом. Для более высоких моделей был предложен 5,3-литровый V8 с мощностью около 300 л.с. и значительно лучшими показателями динамики.
- Трансмиссия: для большинства моделей H3 использовалась полноприводная трансмиссия с возможностью блокировки межосевого дифференциала. Это обеспечивало отличную проходимость на сложных маршрутах, таких как грязь, песок, камни и другие препятствия. Многие модели также включали понижающую передачу, что позволяло автомобилю преодолевать крутые склоны и глубокие водоемы.
- Проходимость: Несмотря на довольно большие размеры и вес, Hummer H3 был высоко оценен за свои внедорожные характеристики. С усиленной подвеской и хорошей проходимостью, он мог преодолевать водные преграды глубиной до 61 см, подниматься по склонам с углом до 37° и спускаться под углом до 34°. Этот набор характеристик делал его отличным выбором для любителей активного отдыха и внедорожных путешествий.

## Динамические характеристики
- Разгон и максимальная скорость: Разгон до 100 км/ч для стандартной модели H3 с пятицилиндровым двигателем составлял около 10,6 секунд. В версиях с более мощным двигателем V8 этот показатель сокращался до 8,6 секунд. Максимальная скорость Hummer H3 колебалась в пределах от 156 км/ч до 180 км/ч, в зависимости от модификации и установки двигателя.
- Расход топлива: Несмотря на относительно компактные размеры по сравнению с другими моделями Hummer, H3 отличался высоким расходом топлива, что было связано с мощными двигателями и крупными размерами автомобиля. Расход топлива варьировался от 11,8 до 18,1 литров на 100 км в зависимости от стиля вождения, типа дороги и конкретного двигателя. С объемом топливного бака 87 литров, запас хода составлял около 480 км, что позволяло автомобилю преодолевать значительные расстояния на внедорожных маршрутах без необходимости заправки.

## Безопасность и долговечность

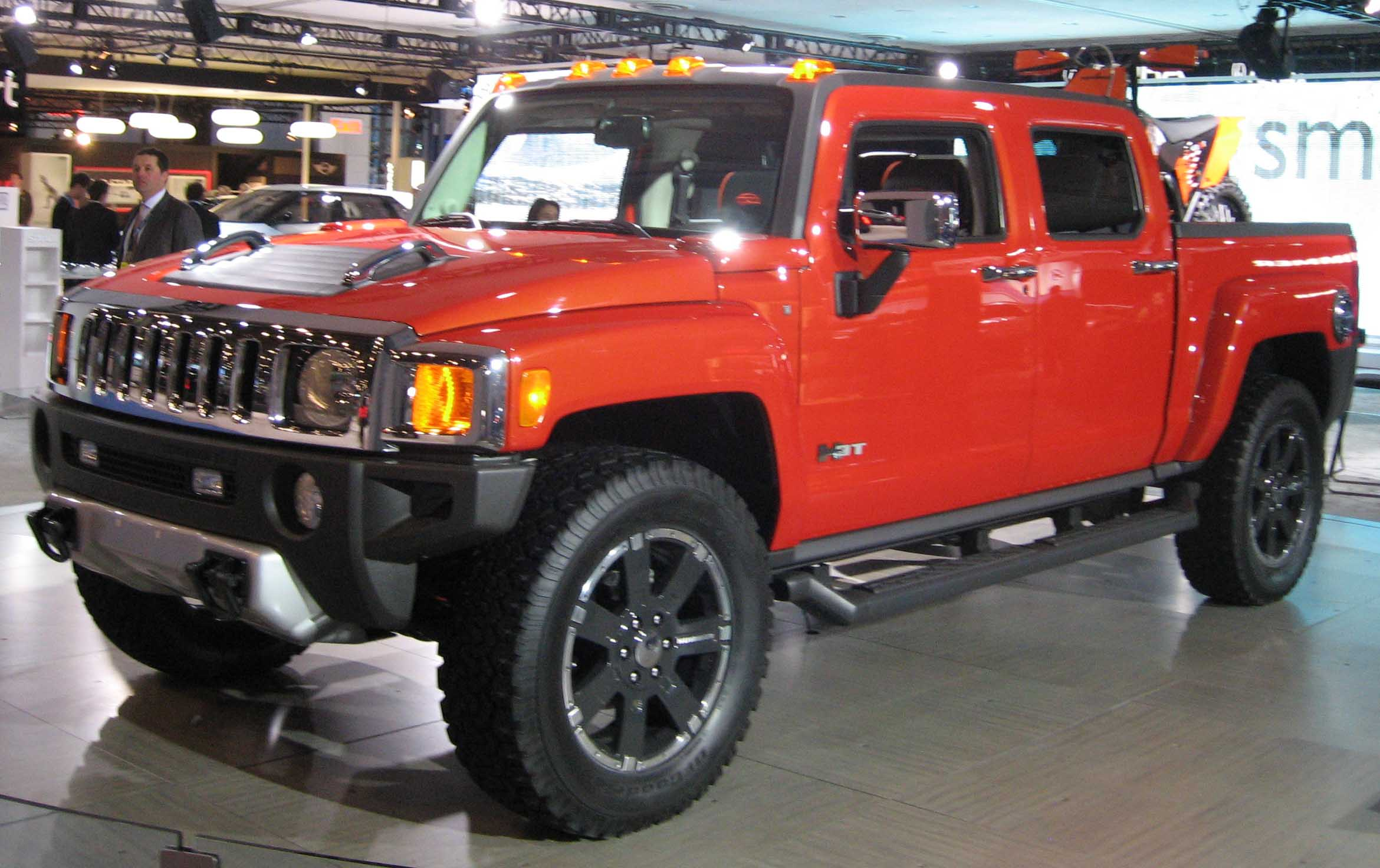
Hummer H3T 2009 года

Hummer H3 был оснащен множеством современных технологий безопасности, что делало его одним из безопаснейших внедорожников своего времени. Стандартные комплектации включали фронтальные подушки безопасности, антиблокировочную систему тормозов (ABS), систему контроля устойчивости StabiliTrak, систему контроля давления в шинах, а также систему помощи при подъеме в гору и систему помощи при сплошении с горы. В краш-тестах Hummer H3 продемонстрировал достойные результаты, получив 4 звезды из 5 за лобовое столкновение и хорошие результаты по боковым краш-тестам.

## Продажи и завершение производства
Производство Hummer H3 продолжалось до 2010 года, когда General Motors приняла решение закрыть марку Hummer из-за финансовых проблем, возникших после мирового экономического кризиса 2008 года, и снижения интереса к большим внедорожникам с высоким расходом топлива. За пять лет выпуска было продано около 360 000 автомобилей по всему миру.